# Rachias brachythelus
Rachias brachythelus är en spindelart som först beskrevs av Cândido Firmino de Mello-Leitão 1937. 
Rachias brachythelus ingår i släktet Rachias och familjen Nemesiidae. Inga underarter finns listade i Catalogue of Life.